# Фішах
Фішах (нім. Fischach) — громада в Німеччині, знаходиться в землі Баварія. Підпорядковується адміністративному округу Швабія. Входить до складу району Аугсбург.
Площа — 30,10 км2. Населення становить 4961 ос. (станом на 31 грудня 2020).

## Географія

### Адміністративний поділ
Громада  складається з 11 районів:
- Аретсрід
- Ельмішванг
- Іцлісгофен
- Фішах
- Гаймберг
- Райтенбух
- Зігертсгофен
- Тодтеншлойле
- Тронетсгофен
- Вілльматсгофен
- Волльметсгофен.